# Великий Моурави (роман)
«Великий Моурави» — исторический роман русской советской писательницы Анны Антоновской, рассказывающий о грузинском политике и полководце Георгии Саакадзе. Включает шесть томов, впервые опубликованных в 1937—1958 годах. По мотивам первых двух томов был снят фильм «Георгий Саакадзе» (1942). Роман был удостоен Сталинской премии второй степени за 1942 год, получил высокие оценки критиков.

## Сюжет
Действие романа происходит в Грузии в начале XVII века. Главный герой — выходец из народа Георгий Саакадзе, который поднимается к вершинам власти и пытается объединить страну. Благодаря своим храбрости и уму он становится царским приближённым и неформальным лидером всего азнаурского сословия Картли. Саакадзе готовит мятеж, чтобы усмирить князей и сделать царя полновластным правителем, но из-за интриг врагов ему приходится бежать в Персию. Позже герой возвращается на родину. Он терпит поражение в открытом конфликте с новым царём, Теймуразом I, и на этот раз бежит в Турцию. Султан назначает его командующим армией в войне с персами, но подчинённые поднимают мятеж и убивают Саакадзе.

## Создание и оценки
Анна Антоновская начала собирать материал о Георгии Саакадзе в 1908 году. В 1922 году она начала работу над романом и к 1929 году написала первый том, «Пробуждение барса», отдельные главы которого тогда же появились в печати. В 1937 году первый том увидел свет в виде отдельного издания, в 1940 был напечатан второй («Жертва»), в 1947 — третий («Время освежающего дождя»). Изначально Антоновская планировала два или три тома, потом четыре, но роман постоянно увеличивался в объёме. Четвёртый («Ходи невредимым»), пятый («Базалетский бой») и заключительный шестой («Город мелодичных колокольчиков») тома увидели свет в 1958 году.
Появление в печати самых первых глав вызвало большой интерес в грузинском обществе и спровоцировало оживлённую дискуссию, в ходе которой звучала критика по отдельным вопросам. Антоновская эту критику учитывала в работе, но в целом отношение к её роману было доброжелательным. Первые два тома издавались в Грузии и завоевали там большую популярность; последующие тома выходили в Москве, так что «Великий Моурави» обрёл известность в масштабах всего Советского Союза. По мотивам первых двух томов был снят двухсерийный художественный фильм «Георгий Саакадзе» с Акакием Хоравой в главной роли, вышедший на экраны в 1942 году. Тогда же первый том романа был удостоен Сталинской премии второй степени.
«Великий Моурави» получил высокие оценки писателей и критиков. Леонид Леонов, прочитав первый том, назвал его «чрезвычайно любопытным» и увлекательным. Михаил Джавахишвили отозвался о романе как о лучшей книге по истории Грузии из написанных иностранцами, причём отметил чрезвычайную сложность темы. Александр Фадеев охарактеризовал «Великого Моурави» как «плод многолетнего труда, граничащего по своей точности с трудом историка-учёного и в то же время изобилующего красочными картинами жизни и быта Грузии конца XVI и начала XVII столетия». Советские критики отмечали полное соответствие сюжета романа марксистскому видению истории: Саакадзе здесь показан как «прогрессивный» деятель, непримиримый враг реакционных сил, борец против феодального гнёта.